# Mori Shunya
Shunya Mori (sinh ngày 10 tháng 4 năm 1995) là một cầu thủ bóng đá người Nhật Bản.

## Sự nghiệp câu lạc bộ
Shunya Mori đã từng chơi cho Zweigen Kanazawa.